# OK-Jolle

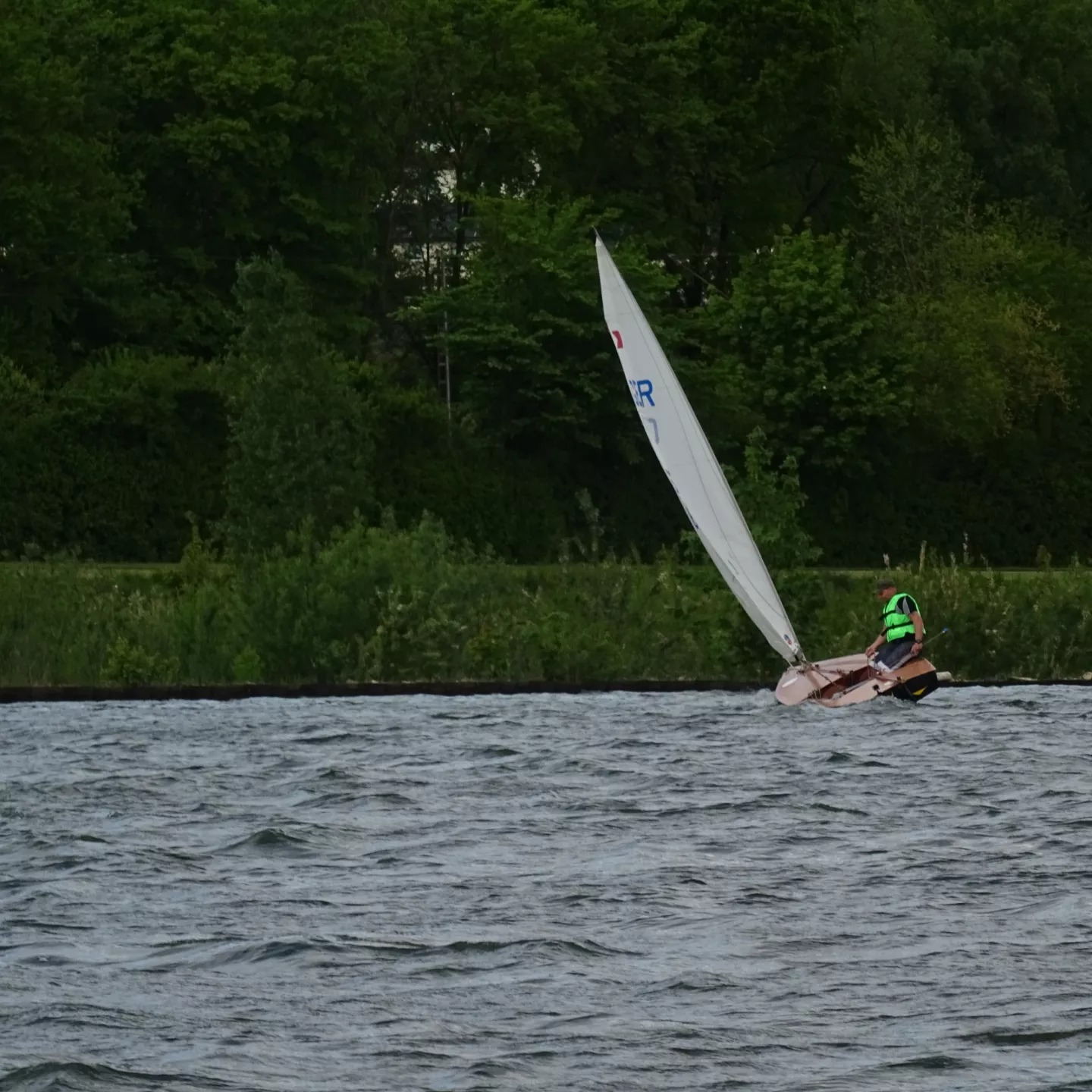
OK-Jolle bei vier Windstärken auf „am Wind“ Kurs

Die OK-Jolle ist eine Einhandjolle mit Cat-Takelung.

## Geschichte
Die Grundkonzeption stammt von Axel Dammgard Olsen aus Seattle (USA). Er gab 1956 dem dänischen Yachtkonstrukteur Knut Olsen den Auftrag, ein Boot auf der Basis einfachster, konventioneller Sperrholzkonstruktionen zu zeichnen (die Bezeichnung „OK-Jolle“ leitet sich von den Initialen des Konstrukteurs her und bedeutet nicht „Olympische Klasse“, wie häufig falsch übersetzt). Entstanden ist eine leichte Knickspantenkonstruktion mit freistehendem, drehbarem Mast. Heute werden OK-Jollen aus Sperrholz, GFK-Sandwich und Compositbauweise gebaut.

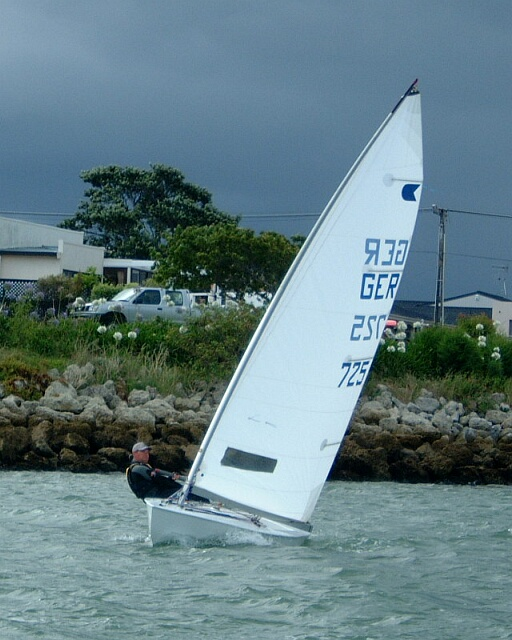
OK-Jolle hart am Wind

## Verbreitung
Die OK-Jolle hat sich schnell über die ganze Welt verbreitet, weltweit gibt es heute über 14.000 Exemplare. Große Flotten gibt es in den skandinavischen Ländern, England, Frankreich, Deutschland sowie Polen. Auch in der Schweiz, Österreich, Holland, Ungarn und Russland wird die OK-Jolle gesegelt, des Weiteren erstreckt sich die Verbreitung über viele asiatischen Länder. Einer der populärsten Segler ist dort wohl Bhumibol Adulyadej (Rama IX.), König von Thailand, der 1967 bei den Südostasien-Spielen in der OK-Jolle die Goldmedaille gewann. Ihm zu Ehren findet einmal im Jahr in Hua Hin eine Regatta statt. Ferner wird die OK-Jolle auch auf den Asienspielen gesegelt.

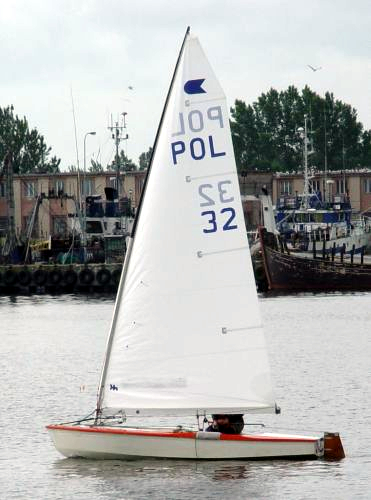
OK Dinghy (Seitenansicht)

## Rigg, Segel, Verwendung
Die OK-Jolle ist ein Bootstyp aus der Klasse der Segelboote. Sie besitzt eine Länge von 4,00 m mit einer Segelfläche von 8,25 m². Das Optimalgewicht für OK-Segler wird meist mit 75 kg angegeben, in der Weltspitze sind aber von jeher Segler mit Körpergewichten zwischen 65 kg und 95 kg vertreten.
Die OK war insbesondere gedacht als eine Vorbereitungsklasse für die olympische Finn-Jolle und ist auch deren technischer Entwicklung gefolgt. Das Rigg ist identisch mit dem des Finn, bestehend aus einem einzelnen Segel an einem drehbaren Mast.
Die OK-Jolle ist für Segelanfänger nur bedingt geeignet, da sie allgemein als ausgesprochen „kippelig“ gilt. Sie gehört nicht zu den olympischen Bootsklassen und ist daher preislich erschwinglich. OK-Segler aus der ganzen Welt tauschen sich über ihre Erlebnisse im Rahmen des Segelsports aus und bilden für Außenstehende oft eine verschworene Gemeinschaft, in der Neueinsteiger aber herzlich willkommen sind.

## OK-Mini-Rigg
Weit verbreitet ist eine Version mit kleinerem Mast und deutlich kleinerem Segel. Dies wurde insbesondere in der DDR als Boot für die Jugendausbildung genutzt.